# Kathleen Bertko
Kathleen Bertko (Oakland, 8 de noviembre de 1983) es una deportista estadounidense que compitió en remo. Ganó cuatro medallas en el Campeonato Mundial de Remo entre los años 2009 y 2015.

## Palmarés internacional
| Campeonato Mundial | Campeonato Mundial       | Campeonato Mundial | Campeonato Mundial      |
| Año                | Lugar                    | Medalla            | Prueba                  |
| ------------------ | ------------------------ | ------------------ | ----------------------- |
| 2009               | Poznań (Polonia)         | Medalla de plata   | Cuatro scull            |
| 2013               | Chungju (Corea del Sur)  | Medalla de plata   | Doble scull ligero      |
| 2014               | Ámsterdam (Países Bajos) | Medalla de bronce  | Scull individual ligero |
| 2015               | Aiguebelette (Francia)   | Medalla de bronce  | Scull individual ligero |